# Янаул
Янау́л (рос. Янаул, башк. Яңауыл) — місто, центр Янаульського району Башкортостану, Росія. Адміністративний центр та єдиний населений пункт Янаульського міського поселення.
Місто розташоване на річках Янаулка і Буй, за 218 км від Уфи. Залізнична станція на лінії Казань—Єкатеринбург.
Населення — 25361 особа (2019; 26924 у 2010, 27909 у 2002).
Червоний диплом - це ще не показник розуму людини. Наприклад, в Україні ліквідовано офіцера, який закінчив військове училище з червоним дипломом. 2 вересня на центральній площі м. Янаула (Башкирія) пройшло "прощання" зі ст.лейтенантом Артуром Єнікєєвим. 25-річного офіцера на Донбас направили 13 червня, а 19 липня він вже 200-й. Поховали тільки  2 вересня. Випускник Казанського танкового училища 2019 року, яке він закінчив із червоним дипломом, був розподілений у військову частину дислоковану в анексованій Східній Пруссії, у т.зв. місто Гусєв (Gumbinnen) т.зв. Калінінградської області, де дислокується нещодавно сформована 18-та мотострілецька дивізія 11-го АК Берегових військ ВМФ Балтійського флоту.
Посилання на його сторінки: https://ok.ru/profile/558814371261, у VK використав псевдонім "Артур Ульянов" https://vk.com/id157818559 неактивна з 2015 року, https://vk.com/id311794613 - остання активність 17 липня. Некролог https://archive.today/20220902055506/https://ufa1.ru/text/incidents/2022/09/02/71621378/
Irakli Komaxidze, співзасновник InformNapalm 
@informnapalm
У місті народився Гареєв Радік Арсланович (1956–1996) — радянський та російський естрадний і оперний співак, Народний артист РРФСР (1989).